# Israel Alanoca
Israel Ángel Alanoca Chávez (La Paz, Bolivia; 18 de julio de 1982) es un abogado y político boliviano. Actualmente es el asambleísta departamental de La Paz desde e 3 de mayo de 2021. Fue también viceministro de Coordinación y Gestión Gubernamental de Bolivia desde el 5 de diciembre de 2019 hasta el 13 de noviembre de 2020 durante el gobierno de la presidenta Jeanine Áñez Chávez. 

## Biografía
Ingresó a estudiar en la Facultad de Derecho y Ciencias Políticas de la Universidad Mayor de San Andrés de la ciudad de La Paz. Realizó estudios de posgrado, obteniendo una maestría en Derecho Constitucional y otra en Derecho Procesal Constitucional de la Universidad Andina Simón Bolívar; así como también obtuvo un diplomado en Investigación Jurídica y Educación Superior de la Unidad de Post-grado de la Universidad Mayor de San Andrés y otro  diplomado en Derecho Constitucional “Estado de Derecho, Legalidad y Constitucionalidad”.
Durante su vida laboral, Alanoca trabajó como funcionario en los diferentes juzgados en materia Penal y Familiar en la entonces Corte Superior de Justicia en la ciudad de La Paz y El Alto; luego se desempeñó como Asesor Legal en el entonces Honorable Consejo Departamental de La Paz; Asesor Legal en la Comisión de Desarrollo Sostenible y Comité de Desarrollo Productivo de la Cámara de Diputados; posteriormente desempeñó funciones de Secretario Técnico en las Comisiones de Política Social, Educación y Salud y Política Internacional en la Cámara de Senadores; fue Asesor Legal en la Segunda Vicepresidencia de la Cámara de Senadores y Asesor General en la Bancada Política de Unidad Demócrata de la Cámara de Senadores.
Cumplió funciones de Asesor de Despacho en el Ministerio de Obras Públicas, Servicios y Vivienda.

### Viceministro de  de Coordinación y Gestión Gubernamental (2019-2020)
El Lic. Israel Ángel Alanoca Chávez fue designado como viceministro de Coordinación y Gestión Gubernamental por el ministro de la Presidencia, Yerko Nuñez, el 5 de diciembre de 2019.